# 고초다촌
고초다촌(五町田村)은 사가현 후지쓰군에 있던 촌이다. 현재의 우레시노시의 일부에 해당한다.

## 지리
시오타강의 중류 우안에 위치하였고, 남서부는 도센산 북동부 산기슭의 구릉지, 동북부 평지에 위치하였다.

## 역사
- 1889년 4월 1일 - 정촌제 시행에 의해 후지쓰군 고초다촌이 성립하였다.
- 1956년 9월 1일 - 구 시오타정, 구마촌과 합병해 새로운 시오타정이 성립하여 폐지되었다.

## 참고문헌
- 角川日本地名大辞典 41 佐賀県
- 『市町村名変遷辞典』東京堂出版、1990年。